# Pál Ványa
Pál Ványa (* 13. Juni 1904 in Varbó, Königreich Ungarn; † 1955) war ein ungarischer Skispringer.

## Werdegang
Ványa gehörte bei den Olympischen Winterspielen 1948 in St. Moritz. Im Einzelspringen von der Normalschanze stürzte er im ersten Durchgang und konnte sich deshalb nicht in der Wertung platzieren. Mit seinen 43 Jahren war er der älteste Skispringer bei den Spielen und ist auch bis heute der älteste Springer der jemals bei Olympischen Spielen antrat.
Ványa gewann in seiner aktiven Laufbahn insgesamt sieben Mal den Ungarischen Meistertitel.